# Engenharia assistida por computador
Engenharia auxiliada por computador (EAC) ou CAE (do inglês: Computer Aided Engineering) é uma tecnologia que utiliza o computador para dar suporte à engenharia auxiliando-a no desenvolvimento de projetos, por meio de análises estáticas, dinâmicas, térmicas, magnéticas, de fluidos, acústicas, de impacto e simulações, fazendo do CAE uma ferramenta poderosa para redução de custos de um projecto e minimizado o tempo de lançamento do produto final.

## Definição
O CAE está sustentado em ferramentas de CAD avançadas, as quais permitem não apenas definir as dimensões do produto concebido, como também outras características, como materiais, acabamentos, processos de fabricação e de montagem e até interacções com elementos externos, como forças aplicadas, temperatura, etc.
Assim, pode-se criar protótipos virtuais dos produtos, simulando sobre eles as condições de uso e, assim, efectuar estudos prévios do fabrico sobre aspectos tais como; a estabilidade, a resistência e outros comportamentos. Para estes estudos empregam-se amplas bases de dados e técnicas de análise por elementos finitos, programadas em módulos, que se integram nas ferramentas de CAD/CAE.
O CAE pode ser utilizado na elaboração de um projecto, na análise e na avaliação dos níveis do produto, verificado o produto quanto á sua funcionalidade, encaixes e design, podendo reavaliá-los; permite a verificar se as necessidades são compatíveis com a capacidade de produção; e reduz drasticamente o tempo gasto com cálculos operacionais.
A principal técnica de CAE é o método de análise por elementos finitos (MEF), mas existem outras como por exemplo a simulação mecânica do evento (MES), fluidodinâmica computacional térmica e fluida da análise de fluxo (CFD), além das analises de campo elétrico.
O MEF considera que um produto de forma irregular pode ser subdividido em elementos finitos de tamanho menor, que podem ser tratados individualmente por uma fórmula de tensão, sendo o efeito agregado a soma dos efeitos de todos os elementos finitos do objecto. Para simular, através de elementos finitos, o comportamento de um objecto, é necessário modelar-se o produto em três dimensões. Há sistemas computacionais que integram funções de CAD e MEF. A análise por elementos finitos não é restrita apenas a estruturas mecânicas, podendo ser aplicado aos vários problemas sob forma arbitrária, cargas e condições de contorno quaisquer. Outra vantagem do método é a semelhança física entre a malha de elementos finitos e a estrutura real, facilitando a visualização dos resultados da análise.
Há três fases na técnica do MEF:
- Pré-processamento – tem início com a definição do modelo geométrico do objecto e dos factores ambientais, a partir dos quais se obtêm os dados necessários para se poder analisar o comportamento do objecto. O modelo geométrico pode ser mais ou menos complexo, em função da dificuldade que apresenta a geometria real do objecto, ou da capacidade informática disponível. Tipicamente utiliza-se um modelo finito de elemento, mas o Facet, o Voxel e os métodos finos de folha também podem ser usados;
- Processamento, executado geralmente em estações de trabalho;
- Pós-processamento dos resultados, usando ferramentas de visualização.

## Vantagens doCAE
Os sistemas CAE têm as seguintes vantagens:
- O tempo e o custo utilizado na realização de um projecto serão menores, pois o melhoramento do produto e as suas possíveis correcções podem ser realizadas de forma mais rápida e segura com a utilização de computadores;
- Alterações podem ser feitas rapidamente;
- Utilizando um sistema computadorizado, pode-se corrigir e testar um projecto, evitando assim a construção de um protótipo o que demanda muito tempo;
- A utilização de um sistema CAE permite a eliminação ou uma significativa redução na quantidade de protótipos de teste a serem construídos, reduzido assim o tempo de concepção do produto;
- Com a utilização de um sistema CAE a eficiência do projecto é melhorada;
- A realização de cálculos complexos na fase de engenharia por computador aumenta a produtividade, pois agilizam o processo devido a economia de tempo;
- Permite simular o processo de fabricação do produto, reduzindo a assim os custos de fabricação do produto na indústria;
- A detecção de erros na fase de engenharia reduz o custo com as correcções e de ter que voltar a fazer o produto;
- Um sistema CAE permite uma maior confiabilidade e qualidade para o produto;
- Permite um aumento da competitividade.

## Desvantagens doCAE
Os sistemas CAE têm as seguintes desvantagens:
- Necessita de estações de trabalho dedicadas para realização dos cálculos complexos;
- Os sistemas de CAE não mostram qual o problema, apenas processam e exibem os resultados que por sua vez necessitam de passar por uma mão-de-obra especializada para interpretá-los;
- Nem sempre a utilização de protótipos pode ser descartada totalmente, pois não é possível realizar todas as simulações necessárias a fim de assegurar a qualidade do produto final através do software;
- O custo do CAE costuma ser alto, dependendo de sua finalidade;
- Muitas ferramentas do CAE integram ferramentas do CAD, mas problemas de integração com outras aplicações, como por exemplo, o CAM, costumam ocorrer.

## Aplicações
O CAE consegue se adaptar as mais diferentes áreas devido a sua grande flexibilidade, podendo ser utilizado em áreas que variam desde a construção civil à indústria automobilística.
Em áreas como aeronáutica o CAE pode determinar custo de projecto, verificar falhas no projecto, na pré-visualização do produto, apontar falhas no design ou na funcionalidade do produto e simular comportamentos.

## CAEna indústria automobilística
As ferramentas CAE são amplamente utilizadas na indústria automobilística. Na verdade, a sua utilização permitiu aos fabricantes de automóveis diminuir os custos e tempo de desenvolvimentos do produto, melhorar a segurança, conforto e durabilidade dos veículos que produzem. A capacidade de previsibilidade das ferramentas CAE desenvolveu-se ao ponto em que grande parte da verificação do projecto é agora feita através de simulações de computador, em vez dos convencionais testes a protótipos físicos. A confiabilidade das ferramentas é baseada nas próprias suposições como dados de entrada e deve identificar dados de entrada críticos. Embora tenha havido muitos avanços nas ferramentas CAE e seja amplamente utilizada no campo da engenharia, os testes físicos são ainda utilizados, como uma confirmação definitivas para subsistemas, devido ao facto de as ferramentas CAE não poderem prever todas as variáveis em conjuntos complexos. (ex: dilatação ou compressão do metal).

## Softwares utilizados emCAE
Os softwares ANSYS são líderes de mercado e os mais utilizados por diversos segmentos da indústria e do meio acadêmico, para resolver problemas de engenharia através do emprego de simulações CAE. Essas ferramentas numéricas podem ser empregadas em uma grande gama de disciplinas, desde análises estruturais, fluidodinâmicas, eletromagnéticas, sistemas, otimização, dentre outras.
O software CATIA possui ferramentas de design, análise e simulação, que permitem aos engenheiros a possibilidade de prever o comportamento dos produtos a fabricar.
Os softwares como LS-DYNA da LSTC e PAM-CRASH da ESI são usados para os ensaios de crashtests de automóveis e a segurança dos ocupantes. Outras ferramentas como Altair HyperWorks, MSC’s Patran, MSC’s ADAMS, SIMPACK, Forge, NEi Nastran, UGS’s Scenario e Nastran packages são usados em uma variedade de tarefas estruturais e dinâmicas de análise.